# Dichochrysa healdi
Dichochrysa healdi är en insektsart som först beskrevs av Luisa Eugenia Navas 1926.  Dichochrysa healdi ingår i släktet Dichochrysa och familjen guldögonsländor. Inga underarter finns listade i Catalogue of Life.